# Marie Chatardová

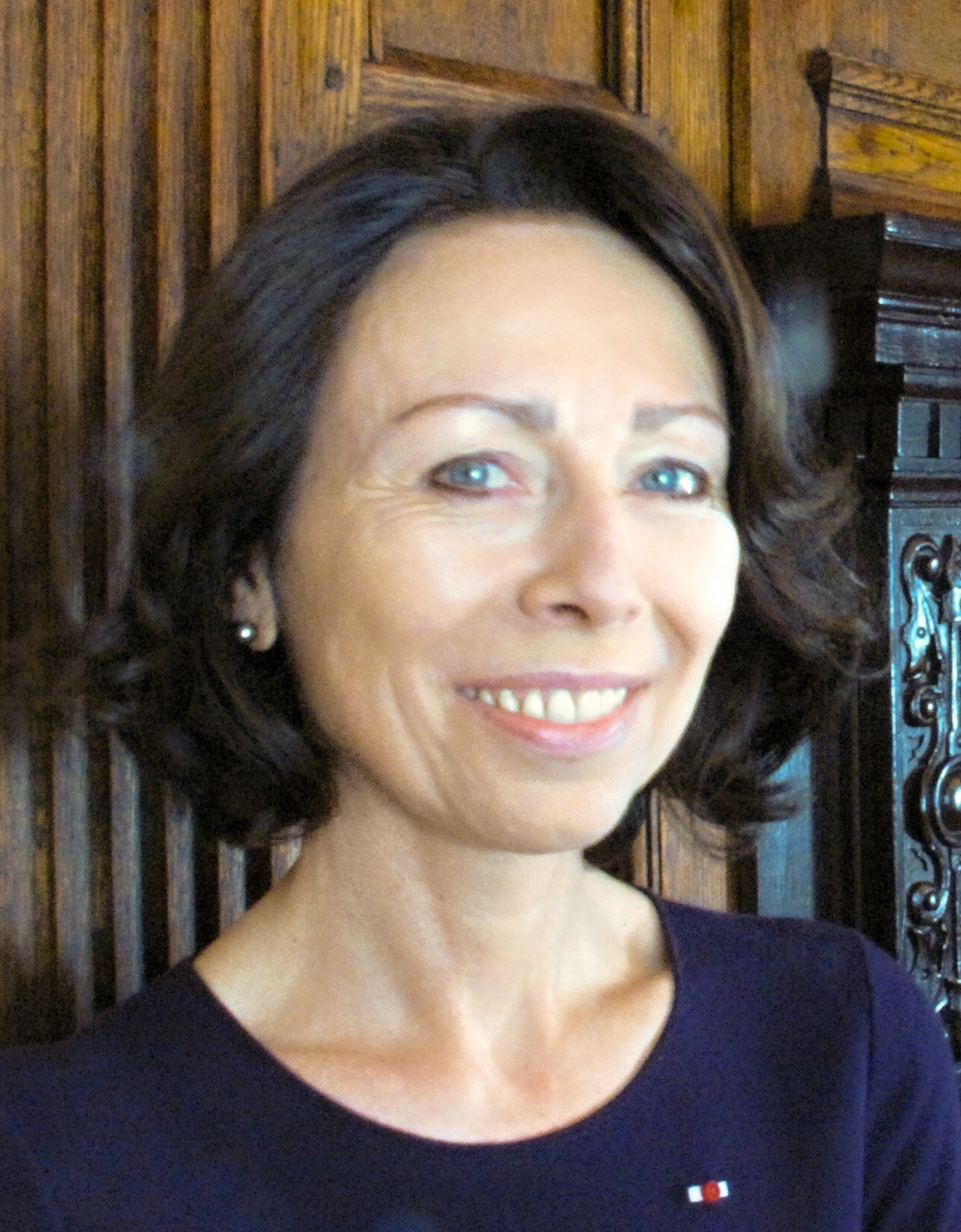
Marie Chatardová (2017)

Marie Chatardová (* 6. März 1963 in Znojmo, Tschechoslowakei) ist eine tschechische Diplomatin und Botschafterin. Sie ist seit 2016 als Nachfolgerin von Edita Hrdá Ständige Vertreterin ihres Landes bei den Vereinten Nationen (UN) in New York. In dieser Zeit war sie für ein Jahr 73. Präsidentin des Wirtschafts- und Sozialrats der Vereinten Nationen (ECOSOC). Zuvor war sie Botschafterin in Frankreich.

## Berufsweg
Marie Chatardová wurde am 6. März 1963 in Znojmo geboren. Sie absolvierte ein Studium der Rechtswissenschaften mit Promotion an der Masaryk-Universität in Brünn. Anschließend war sie von 1985 bis 1990 beim Markenamt in Prag tätig, bevor sie als Rechtsanwältin mit Schwerpunkt Wirtschaftsrecht arbeitete. Im Jahr 1994 trat Chatardová in den diplomatischen Dienst ein. Beim Außenministerium arbeitete sie in der Abteilung für Analyse und Politikplanung. Von 1995 bis 1999 war sie in der Ständigen Vertretung der Tschechischen Republik bei der Europäischen Union tätig. Zwischen 1999 und 2000 übernahm sie beim Ministerium die Leitung der Abteilung für Koordinierung der Beziehungen zur Europäischen Union und bis 2002 die Direktion der Abteilung für Kommunikationsstrategien.
Marie Chatardová wurde 2002 zur außerordentlichen und bevollmächtigten Botschafterin ihres Landes in Schweden akkreditiert. Beim Außenministerium wurde sie 2007 Direktorin des diplomatischen Protokolls. Im Jahr 2010 wurde Chatardová als erste Frau tschechische Botschafterin in Frankreich und Monaco. Drei Jahre später übernahm sie auch die Ständige Vertretung bei der UNESCO. Im Jahr 2016 wechselte sie zur Ständige Vertretung bei den Vereinten Nationen, wo sie am 27. Juli 2017 für die Dauer eines Jahres zur Präsidentin des Wirtschafts- und Sozialrats gewählt wurde.
In den Jahren 1999–2000 und 2007–2010 war Chatardová Dozentin am Institut für Westeuropastudien der Karls-Universität, an der Anglo-American University (AAU) und an der Hochschule für Internationale Beziehungen und Öffentlichkeitsarbeit in Prag.

## Auszeichnungen
Chatardová wurde 2016 zur Kommandeurin der französischen Ehrenlegion und zur Offizierin des monegassischen Ordens des heiligen Karl ernannt.

## Familie
Mit ihrem Ehemann Benoît E. Chatard hat Chatardová eine Tochter und zwei Söhne.